# Hermann Brill

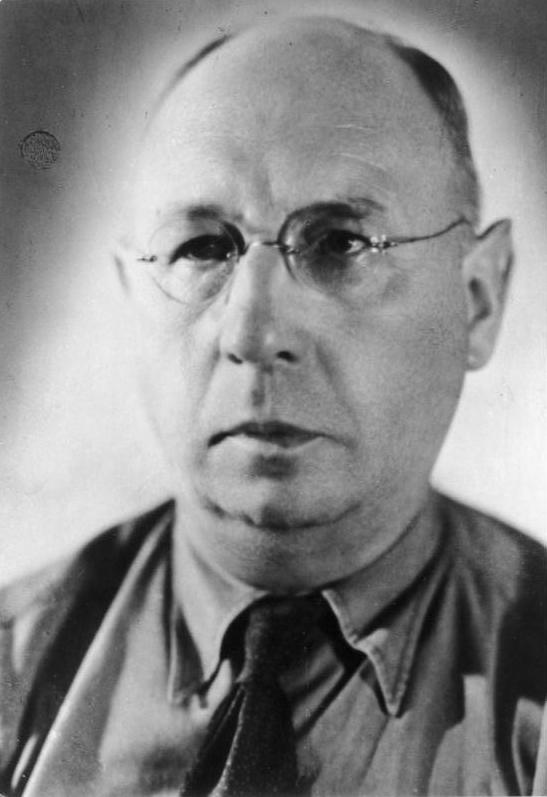
Hermann Brill (1930)

Hermann Louis Brill (* 9. Februar 1895 in Gräfenroda; † 22. Juni 1959 in Wiesbaden) war ein sozialdemokratischer deutscher, Politiker (USPD, SPD), Widerstandskämpfer gegen den Nationalsozialismus, Verfassungsrechtler und Publizist. Als einziger Teilnehmer des Herrenchiemseer Verfassungskonvents, der aktiv im Widerstand gewesen war, wirkte er maßgeblich am ersten Entwurf für das Grundgesetz der Bundesrepublik Deutschland mit.
In der Weimarer Republik war Brill von 1919 bis 1933 Mitglied der Landtage von Sachsen-Gotha und von Thüringen und im Jahr 1932 zugleich des Reichstags. Als erklärter Gegner des NS-Regimes von 1938 bis 1945 inhaftiert, ernannte ihn die amerikanische Besatzungsmacht im Juni 1945 zum Regierungspräsidenten von Thüringen. Die sowjetische Militärregierung setzte ihn jedoch schon im Juli wieder ab und ließ ihn ebenfalls mehrfach verhaften. Brill floh daraufhin in die amerikanische Besatzungszone, wo er von 1946 bis 1949 die Hessische Staatskanzlei leitete. Anschließend war er von 1949 bis 1953 Mitglied des 1. Deutschen Bundestages. In seinen letzten Lebensjahren unterrichtete er als Hochschullehrer an der Goethe-Universität in Frankfurt am Main und an der Universität für Verwaltungswissenschaften in Speyer.

## Leben und Wirken

### Herkunft, Lehrerausbildung und Kriegszeit
Hermann Brill wurde im thüringischen Gräfenroda als ältestes von fünf Kindern eines Schneidermeisters geboren. Die Familie war von den sozialistischen Überzeugungen des Vaters geprägt. Von 1901 bis 1909 besuchte Brill die Bürgerschule in Ohrdruf und von 1909 bis 1914 das Herzog-Ernst-Seminar in Gotha, um Lehrer zu werden. Das erste Examen legte er 1914, das zweite 1920 ab. Danach arbeitete er kurze Zeit, bis 1921, als Lehrer an einer Volksschule. Von August 1914 bis Dezember 1918 leistet Brill Militärdienst. Als Offiziersanwärter bei der Feldluftschifftruppe nahm er, mit Unterbrechungen durch Verwundung und Krankheit, am Ersten Weltkrieg teil.

### Anfänge der politischen Karriere
Aus einem politisch interessierten Elternhaus stammend, ging Brill noch als Soldat, in der Endphase des Krieges und den letzten Tagen des Kaiserreichs, in die aktive Politik. Noch vor der Novemberrevolution von 1918 trat er der USPD bei, die die Burgfriedenspolitik der Mehrheitssozialdemokratie ablehnte und sich 1917 von dieser abgespalten hatte.
Für die USPD wurde Brill 1919 in die Landesversammlung des damals noch selbständigen Freistaates Sachsen-Gotha gewählt. Nach der Bildung des Landes Thüringen im Jahr 1920 wurde er Abgeordneter in der damaligen Landeshauptstadt Weimar. Bis 1924 waren SPD und USPD an den Landesregierungen beteiligt. Ab 1921 war Brill Hilfsreferent beim Thüringischen Ministerium für Volksbildung und anschließend bis 1923 Staatsrat für den Landesteil Gotha im Kabinett unter August Frölich.
Wegen der Annäherung der USPD an die von der KPdSU dominierte Kommunistische Internationale, die er ablehnte, trat Brill 1922 zur SPD über und gehörte von da an deren linkem Flügel an. Gleichwohl übernahm er im Oktober 1923 unter der Koalitionsregierung von SPD und KPD den Posten eines Ministerialdirektors im Thüringischen Ministerium des Innern. Als erst 28-Jähriger war er für die Polizei- und die politische Abteilung verantwortlich. Aber schon am 6. November marschierten Truppen der Reichswehr im Zuge der Reichsexekution gegen Thüringen in das Land ein und übernahmen die vollziehende Gewalt. Dies geschah um einen befürchteten kommunistischen Umsturzversuch zu verhindern, obwohl die Landesregierung keinerlei verfassungsfeindliche Maßnahmen getroffen hatte. Diese Erfahrung prägte Brills ablehnende Haltung gegen jede Form staatlicher Notstandsgesetze.

### Verteidigung der Republik gegen Hitler
Infolge der Ereignisse vom November 1923 zerbrach die Koalitionsregierung in Thüringen und die SPD ging 1924 in die Opposition. Brill blieb weiter Landtagsabgeordneter, nahm aber parallel dazu ein Studium auf. Als Beamter im Wartestand studierte er von 1924 bis 1926 an der Universität Jena Rechtswissenschaften, Politische Ökonomie, Soziologie und Philosophie. Im Jahr 1929 wurde er zum Doktor der Rechtswissenschaften promoviert.
Im Januar 1930 kam es in Thüringen als erstem Land im Deutschen Reich zu einer Regierungsbeteiligung der NSDAP, die eine Koalition mit dem konservativ-nationalistischen Thüringer Landbund eingegangen war. Als Abgeordneter und Mitglied des thüringischen Staatsgerichtshofes wandte sich Brill vor allem gegen die Politik des nationalsozialistischen Innen- und Volksbildungsministers Wilhelm Frick. Dessen Versuch, die Einbürgerung Adolf Hitlers, der seit 1925 staatenlos war, durch die Hintertür zu betreiben, indem er ihn im thüringischen Hildburghausen zum Polizeikommissar ernannte, wurde 1932 zum Gegenstand eines Untersuchungsausschusses des Thüringer Landtags. Als dessen Vorsitzender lud Brill auch Adolf Hitler selbst als Zeugen vor. Dessen Vernehmung sollte für Brills weiteres Leben prägend sein. Er schilderte diese Erfahrung nach dem Ende der NS-Herrschaft folgendermaßen:

„Für mich war der 14. März 1932 einer der entscheidendsten Tage meines Lebens. Ich hatte Hitler gehört und gesehen, länger als 30 Minuten hatte er mir gegenübergestanden. Ich besaß ein aus eigener Anschauung geschöpftes, wohlbegründetes Urteil über ihn. Er erschien mir als hysterischer Brutalist, ungebildet, zynisch, durch und durch unwahrhaftig, arrogant, unbeherrscht, bereit, jeden anderen physisch oder moralisch niederzuschlagen. Am 14. März 1932 fasste ich den Entschluss, mich diesem Mann zu widersetzen, zu jeder Zeit, überall, unter allen Umständen, und mit allen mir zur Verfügung stehenden Mitteln.“

Brill und andere Ausschussmitglieder brachten Hitler, der sich an die meisten Sachverhalte „nicht mehr erinnern“ konnte, mit ihren detaillierten Fragen derart in Rage, dass er und seine Entourage mehrfach zur Ordnung gerufen werden mussten. Dazu stellte Brill fest: „Ich hatte in dieser Szene den Hysteriker Hitler ohne Maske gesehen. […] Goebbels war wie ein Schuljunge auf seinen Stuhl gesprungen. […] Das Bild ähnelte einer randalierenden Schulklasse.“
In der kurzen Legislaturperiode von Juli bis November 1932 hatte Brill neben seinem Mandat im thüringischen Landtag das eines Reichstagsabgeordneten wahrgenommen. Im Jahr 1933, nach der Machtübernahme Hitlers, entzog das NS-Regime ihm – wie allen Sozialdemokraten – auch sein Landtagsmandat.

### Widerstand und Verfolgung im NS-Staat

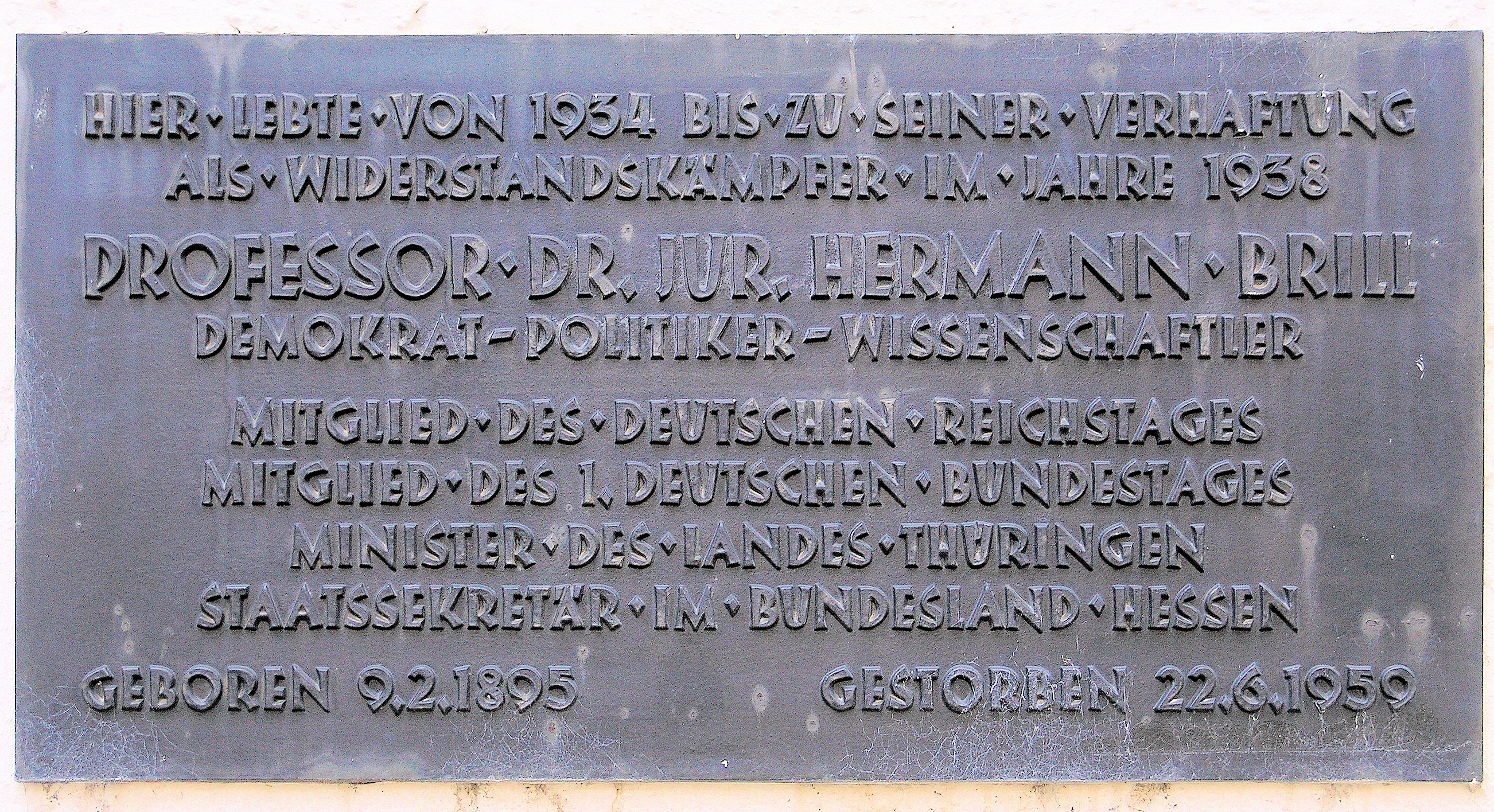
Gedenktafel am Haus Karlsruher Straße 13 in Berlin-Wilmersdorf

Aufgrund der in seinen Augen zu passiven Haltung der SPD gegenüber der beginnenden Nazi-Herrschaft trat Brill im Mai 1933 aus der Partei aus. Ein Jahr später gründete er in Berlin zusammen mit Otto Brass und Oskar Debus die Widerstandsgruppe Deutsche Volksfront, zuvor war er führend in der Widerstandsbewegung Neu Beginnen tätig. Brill schrieb während dieser Zeit Aufsätze und Flugblätter und wurde mehrfach von der Gestapo festgenommen. Seine letzte Verhaftung erfolgte im Jahr 1938. Der Volksgerichtshof verurteilten ihn 1939 wegen Hochverrats zu zwölf Jahren Zuchthaus, die er zunächst im Zuchthaus Brandenburg und ab Ende 1943 im Konzentrationslager Buchenwald absaß. Auch eine Schwester Hermann Brills wurde inhaftiert und kam im Konzentrationslager Ravensbrück ums Leben.
In Buchenwald gründete er am 5. Juli 1944 ein illegales Volksfrontkomitee und wurde dessen Vorsitzender. Weitere Mitglieder waren Werner Hilpert, Walter Wolf und Ernst Thape. Auf Brills Initiative hin fand am 19. April 1945 nach der Befreiung des Lagers durch US-Truppen ein Treffen statt, auf dem das Buchenwalder Manifest der demokratischen Sozialisten verabschiedet wurde.

### Regierungspräsident in Thüringen

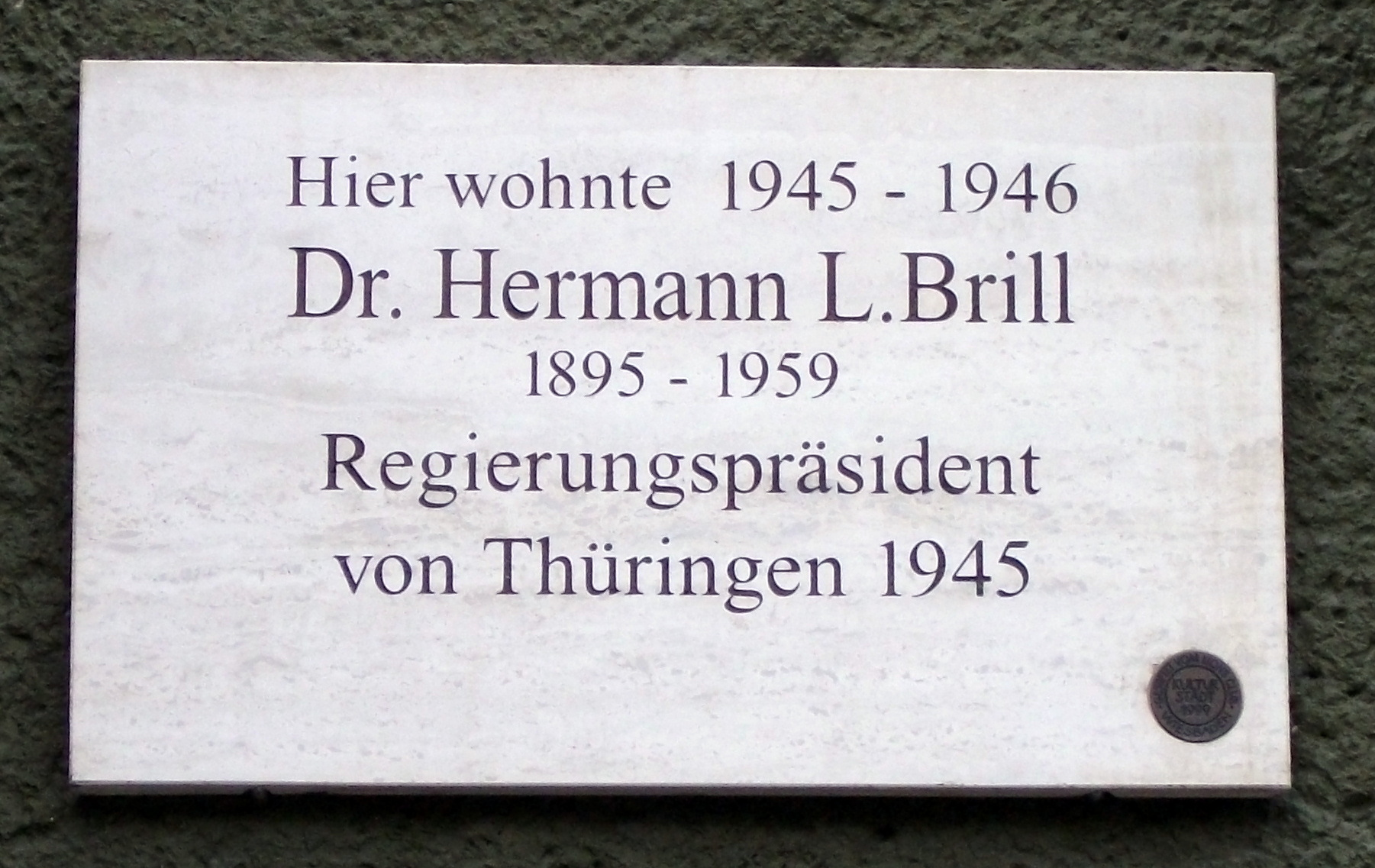
Gedenktafel für Hermann Brill in Weimar, William-Shakespeare-Straße 8

Nach der Befreiung aus dem Lager entwickelte Brill im Auftrag der damals noch amerikanischen Besatzungsmacht einen Plan zum administrativen Wiederaufbau Thüringens. Im Mai 1945 gründete er den Bund demokratischer Sozialisten. Nach Ansicht Brills hatten sowohl SPD als auch KPD in der Weimarer Republik versagt. Um den demokratischen Sozialismus zu verwirklichen, mussten nach seiner Auffassung beide Parteien miteinander verschmelzen. Im Juni 1945 wurde er zum Thüringer Regierungspräsidenten ernannt, verlor aber dieses Amt bereits im Juli wieder, nachdem Thüringen Teil der sowjetischen Besatzungszone geworden war. Seine Vorstellungen über den Neubeginn der deutschen Arbeiterbewegung kollidierten mit denen der sowjetischen Besatzungsmacht. Zweimal wurde Brill verhaftet und verhört. In seiner Heimat Thüringen konnte er weder politisch noch beruflich Fuß fassen. Ende 1945 verließ er Thüringen und ging bald nach Hessen.

### Chef der Staatskanzlei und Verwaltungsreform in Hessen
Brill schloss sich erneut der SPD an und war von Juli 1946 bis 1949 Chef der Hessischen Staatskanzlei unter den Ministerpräsidenten Karl Geiler und Christian Stock. Die Hessische Landesregierung rief am 31. März 1947 eine Kabinettskommission zur Vorbereitung der Verwaltungsreform ins Leben, deren Vorsitzender Hermann Brill wurde. Die Ergebnisse der Kommission, insbesondere die Auflösung von „Zwerggemeinden“ unter 300 Einwohnern und die Reduzierung der Zahl der Landkreise auf 31 waren Grundlage einer permanenten Reform, die schließlich mit der Territorialreform von 1972 bis 1977 ihren Abschluss fand.

### Herrenchiemsee und Grundgesetz
Am 1. Juli 1948 überreichten die Militärgouverneure der Trizone den Ministerpräsidenten in ihrem Machtbereich die Frankfurter Dokumente und forderten sie zur Gründung eines deutschen Weststaats auf. Noch im selben Monat kamen die Regierungschefs der Länder auf der Rittersturz- und der Niederwaldkonferenz überein, eine Gruppe von Verfassungsrechtlern und hohen Verwaltungsbeamten zu einem Verfassungskonvent auf Herrenchiemsee zu entsenden. Als Arbeitsgrundlage für den Parlamentarischen Rat, die eigentliche verfassunggebende Versammlung, sollten sie Vorschläge für ein provisorisches, westdeutsches Grundgesetz ausarbeiten.
Als Bevollmächtigter Hessens nahm Hermann Brill an dem Konvent teil, der vom 10. bis 23. August 1948 im Kloster Herrenchiemsee tagte. Statt nur grobe Grundzüge festzulegen, erstellten die Delegierten einen bereits in weiten Teilen ausformulierten Verfassungsentwurf, der für einzelne Artikel alternative Textvarianten vorsah. Anton Pfeiffer, Leiter der bayerischen Staatskanzlei und Vorsitzender des Konvents, bezeichnete das detaillierte Beratungsergebnis gegenüber Brill daher als „Idiotenvorlage“ für den Parlamentarischen Rat. Pfeiffer, Brill und Carlo Schmid, Justizminister von Württemberg-Hohenzollern, gehörten zu den tonangebenden Mitgliedern des Konvents.
Auf Hermann Brill gehen wesentliche Festlegungen zurück, die später Eingang ins Grundgesetz fanden. So vermittelte er zwischen den extrem föderalistischen Vorstellungen der bayerischen Delegierten, die einen eher losen „Bund Deutscher Länder“ anstrebten und den zentralstaatlichen Vorstellungen der SPD. Er setzte sich für eine Staatsstruktur ein, die starke, handlungsfähige Zentralregierung in einer bundesstaatlichen Ordnung vorsah. Gegen Widerstände aus Süddeutschland setzte sich auch Brills Rechtsauffassung durch, nach der 1945 nur die NS-Diktatur untergegangen sei, der deutsche Staat als solcher aber fortbestehe. Vor allem machte sich Hermann Brill dafür stark, der Verfassung einen Grundrechtskatalog voranzustellen, als unmittelbar geltendes Recht zum Schutz vor einer neuen Diktatur, aber auch gegen Willkürhandlungen der Besatzungsmächte. Diese Beiträge zum Grundgesetz bewogen den Publizisten Heribert Prantl zu der Aussage „Hätten die Deutschen einen französischen Sinn für Geschichte, dann stünde auf Herrenchiemsee - und nicht nur dort - ein Denkmal für diesen grandiosen Hermann Louis Brill“.
An der endgültigen Ausarbeitung des Grundgesetzes war Brill nicht beteiligt, da der Parlamentarische Rat sich aus Delegierten der Länderparlamente zusammensetzte, Brill in Hessen jedoch kein Landtagsmandat hatte.
Er war jedoch von 1949 bis 1953 für die SPD Mitglied des ersten Deutschen Bundestags. Er wurde im Wahlkreis Frankfurt am Main I direkt ins Parlament gewählt. Dort war er u. a. im Auswärtigen Ausschuss, im Rechts- und Verfassungsausschuss sowie im Berlin- und Gesamtdeutschen Ausschuss tätig. 1949 wurde Brill erster Vorsitzender des Königsteiner Kreises, einer Vereinigung früherer Juristen, Volkswirte und Beamter aus der SBZ und DDR.

### Professor in Frankfurt am Main und Speyer; der „Fall Brill“

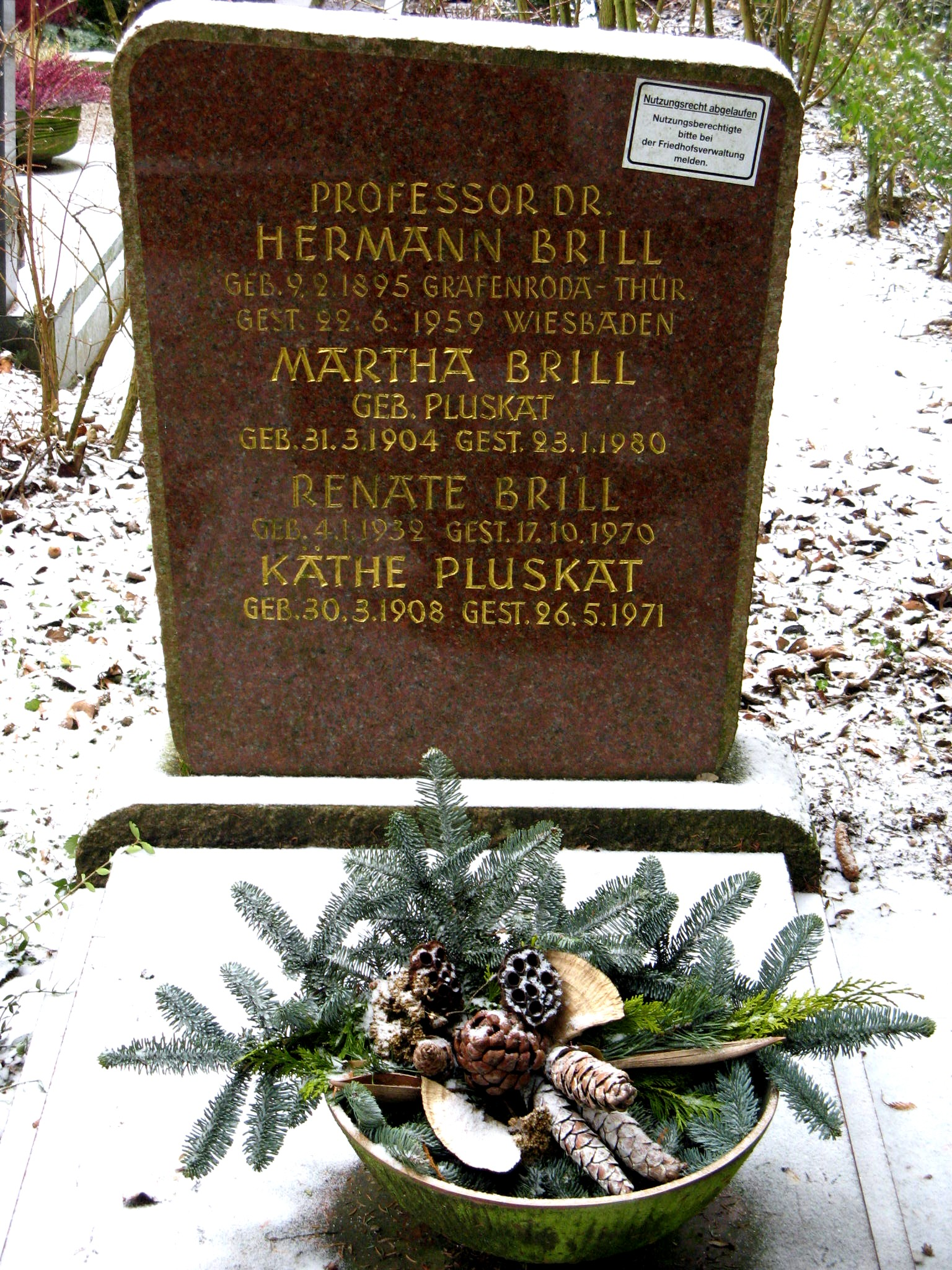
Grabmal Hermann Brills

Später unterrichtete Hermann Brill als Honorarprofessor an der Johann Wolfgang Goethe-Universität Frankfurt am Main und als Lehrbeauftragter an der Deutschen Hochschule für Verwaltungswissenschaften Speyer Staatslehre und Verfassungsgeschichte.
Wegen seiner von Kultusminister Erwin Stein 1947 erfolgten Berufung als Honorarprofessor für Öffentliches Recht kam es zu einer von der Öffentlichkeit stark beachteten, heftigen und jahrelangen Auseinandersetzung mit der Universität Frankfurt unter dem konservativen Rektor Walter Hallstein. Im Verlauf des Konflikts trat ein Staatssekretär zurück, die oppositionelle LDP (die spätere FDP) brachte zwei Große Anfragen im Hessischen Landtag ein und setzte 1950 einen Untersuchungsausschuss durch.
Mehrere Gutachten, die die Frankfurter Universität einholte, unter anderem in New York bei dem hochangesehenen Staatsrechtler Franz Neumann, kamen alle zu einem positiven Ergebnis für Hermann Brill, so dass keine Vorwürfe einer mangelnden Qualifikation erhoben werden konnten. Vielmehr lag neben dem von der Frankfurter Universität erhobenen Anspruch einer absolut autonomen Berufungspolitik auch die Vermutung von politischen Motiven gegenüber dem Vertreter einer „Linksregierung“ nahe.
In seinem letzten Lebensjahrzehnt verfasste Brill zahlreiche Publikationen zu Themen wie den Rechtsfragen der Wiedervereinigung und einer Verwaltungsreform.
Hermann Brill war mit Martha Brill, geb. Pluskat (1904–1980) verheiratet. Er wurde auf dem Nordfriedhof Wiesbaden beerdigt.

## Ehrungen
In Wiesbaden, Frankfurt am Main und Erfurt sind Straßen und in Weimar ist ein Platz nach Hermann Brill benannt, ebenso das Haus der Friedrich-Ebert-Stiftung Thüringen in Erfurt.
Im August 2009 enthüllte die damalige Präsidentin des Thüringer Landtags Dagmar Schipanski im Foyer des Fraktionsgebäudes eine Gedenktafel mit der Inschrift: Der Thüringer Landtag gedenkt aller verfolgter Politiker des Landes Thüringen 1945 – 1952. Darunter sind drei Politiker benannt und porträtiert: Hermann Becker (LDP), Hermann Brill (SPD) und Hugo Dornhofer (CDU).
Außerdem trägt der von der SPD-Fraktion genutzte Sitzungssaal F 003 im Thüringer Landtag den Namen Hermann-Brill-Saal.

## Schriften
- Gegen den Strom (= Wege zum Sozialismus. Heft 1, ZDB-ID 525955-1). Bollwerk-Verlag Drott, Offenbach 1946.
- Gewaltenteilung im modernen Staat. In: Gewerkschaftliche Monatshefte, 7. Jg., Heft 7, 1956, S. 385–393, online (PDF; 92 kB).
- Das sowjetische Herrschafts-System. Der Weg in die Staatssklaverei (= Rote Weißbücher. Bd. 2). Rote Weißbücher, Köln 1951.